# Arqalyq
Arqalyq eller Arqalyq qalasy (kazakiska: Arqalyq, Арқалық қаласы, ryska: Аркалык) är en ort i Kazakstan. Den ligger i oblystet Qostanaj, i den centrala delen av landet, 300 km väster om huvudstaden Astana. Arqalyq ligger 349 meter över havet och antalet invånare är 42 000.
Terrängen runt Arqalyq är platt. Trakten runt Arqalyq är nära nog obefolkad, med mindre än två invånare per kvadratkilometer. Det finns inga andra samhällen i närheten. Trakten runt Arqalyq består i huvudsak av gräsmarker.